# Rijksstad Sankt Gallen

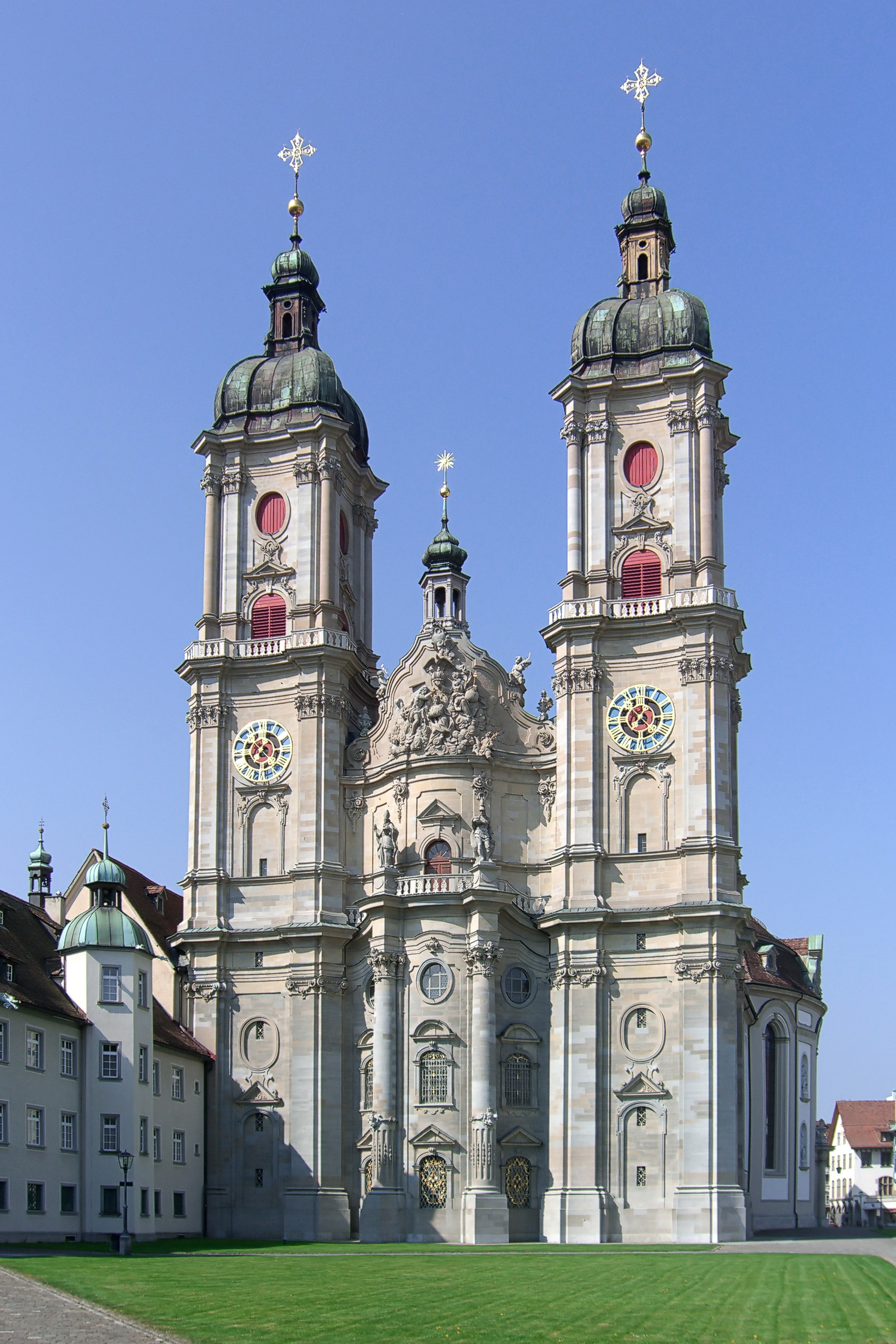
abdij van Sankt Gallen

De rijksstad Sankt Gallen was een rijksstad die van 1401 tot 1499 of 1648 onderdeel was van het Heilige Roomse Rijk en nadat de stad in 1454 lid was geworden van het Oude Eedgenootschap bleef deze positie gehandhaafd.

## Geschiedenis

### Ontstaan van de stad
Het ontstaan van de stad hing samen met de komst van de Ierse monnik Gallus (ca 550–620 of 640), die in 612  aan de rivier de Steinach bij het Bodenmeer een Kluizenarij bouwde waar hij en zijn volgelingen tot zijn dood als kluizenaars leefden.

### Oprichting van de abdij Sankt Gallen
Rond 720 , zo’n honderd jaar na de dood van Gallus, bouwde de Alemaanse priester Odomar een abdij en die kreeg de naam Abdij van Sankt Gallen. In 925 vielen de Hongaren de abdij en de nabijgelegen stad aan. De heilige Wiborada, de eerste vrouw die door de Heilige Stoel heilig verklaard werd, had een visioen waar deze aanval in voorkwam en spoorde de monniken en burgers aan om te vluchten. De monniken vluchtten met de bezittingen, maar Wiborada koos ervoor om in de abdij te blijven en ze werd door de invallers vermoord.
Rond 954 was de abdij omgeven door muren als verdediging tegen de Saracenen. De stad Sankt Gallen groeide rond de abdijmuren. In 1205 werd de abt vorst van de kerk binnen het Heilige Roomse Rijk waardoor de rijksabdij Sankt Gallen ontstond. In 1311 werd Sankt Gallen een vrije rijksstad. In 1353 namen de gilden geleid door het weversgilde het stadsbestuur over.

### Onafhankelijk van de abdij
In 1405 kwamen de uithoven in het kanton Appenzell tijdens de Appenzelleroorlogen in opstand tegen de abdij en in 1411 werd Appenzell een bondgenoot van het Oude Eedgenootschap. Een paar maanden werd de rijksstad ook bondgenoot van het Eedgenootschap. De stad steunde in 1454 als volwaardig lid van het Eedgenootschap het eeuwigdurende verbond en in 1457 werd de stad werd geheel vrij van de abdij. De abdij was in 1451 al een bondgenoot van de kantons Zurich, Luzern, Schwyz en Glarus die al volwaardig lid van het eedgenootschap waren.
Een van de eerste burgemeesters van Sankt Gallen was de kleurrijke Ulrich Varnbüler.. Zijn vader Hans deed belangrijke zaken in het begin van de vijftiende eeuw in de stad Sankt Gallen. Ulrich deed in 1460 zijn intrede in het bestuur en bekleedde vele ambten en verkreeg vele onderscheidingen die voor een getalenteerde en ambitieuze man kon ontvangen Hij spreidde zijn kwaliteiten tentoon als aanvoerder van de troepen van Sankt Gallen in de Bourgondische Oorlogen.
In de Slag bij Grandson van 1476 maakten Ulrich en zijn troepen onderdeel uit van de meest vooraanstaande onderdelen van het leger van het Eedgenootschap die deel deden mee in de beroemde aanval tijdens deze slag. Er hangt in de stad Sankt Gallen nog steeds een groot schilderij van de triomfantelijke terugkeer van Ulrich en zijn troepen die als helden in de stad welkom worden geheten.
Na de oorlog representeerde Ulrich Sankt Gallen verschillende malen in het parlement van het Eedgenootschap. In december 1480 kreeg voor het eerst het verzoek om burgemeester te worden. Vanaf die tijd diende hij verschillende leidende posities en daardoor kan hij beschouwd worden als de intellectuele en politieke leider van die eeuw.
Volgens Vadianus die zijn tijdgenoten goed begreep vond dat Ulrich een intelligente scherpziende en eloquente die genoot van de hoge graad van het vertrouwen die de burgers hem gaven
Zijn reputatie onder de bestuurders van het Eedgenootschap was substantieel. In de jaren 1480  raakte hij betrokken in een conflict dat serieuze negatieve politieke consequenties voor hem en de stad waarvan hij burgemeester was.

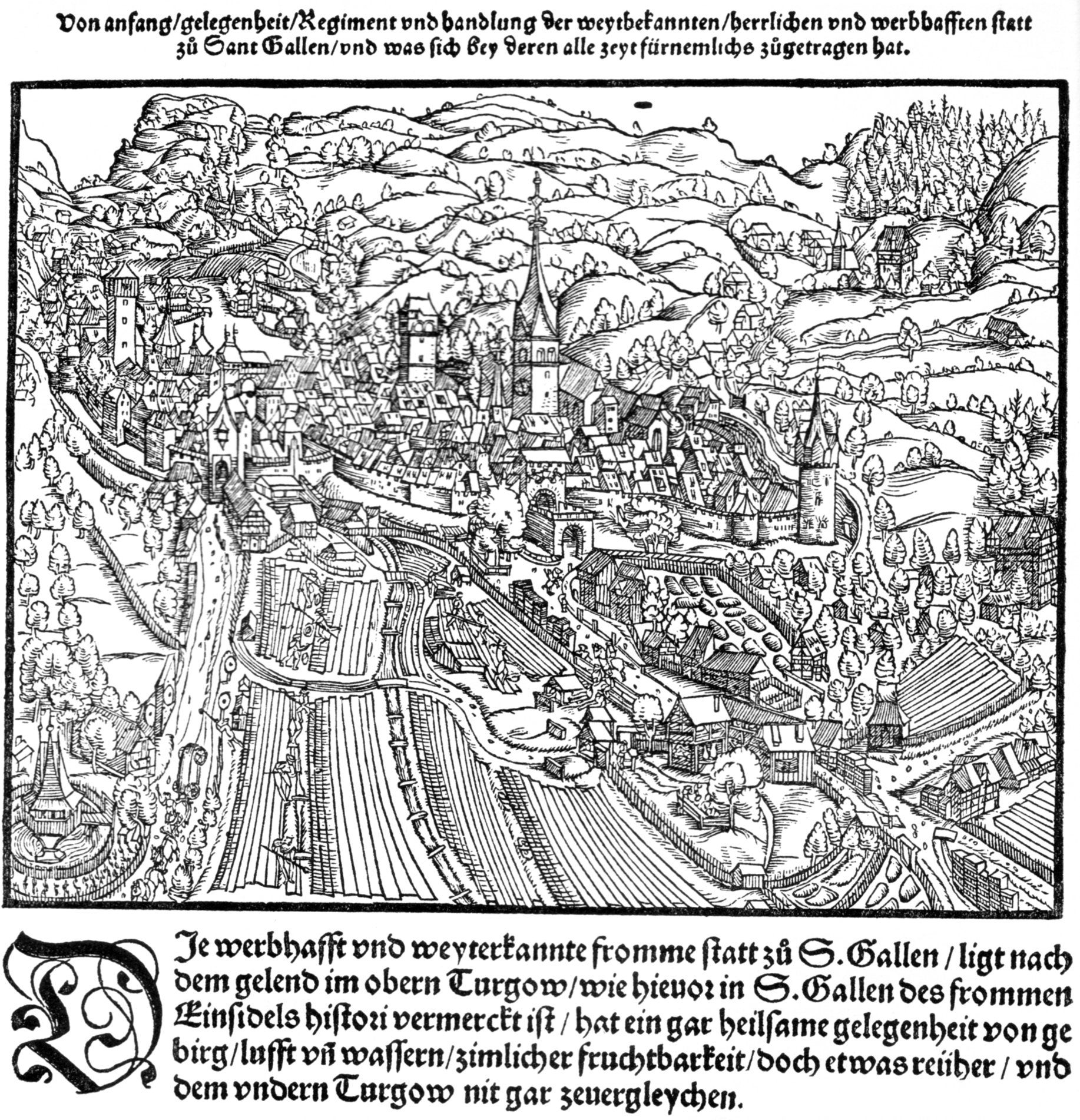
Sankt Gallen in 1548

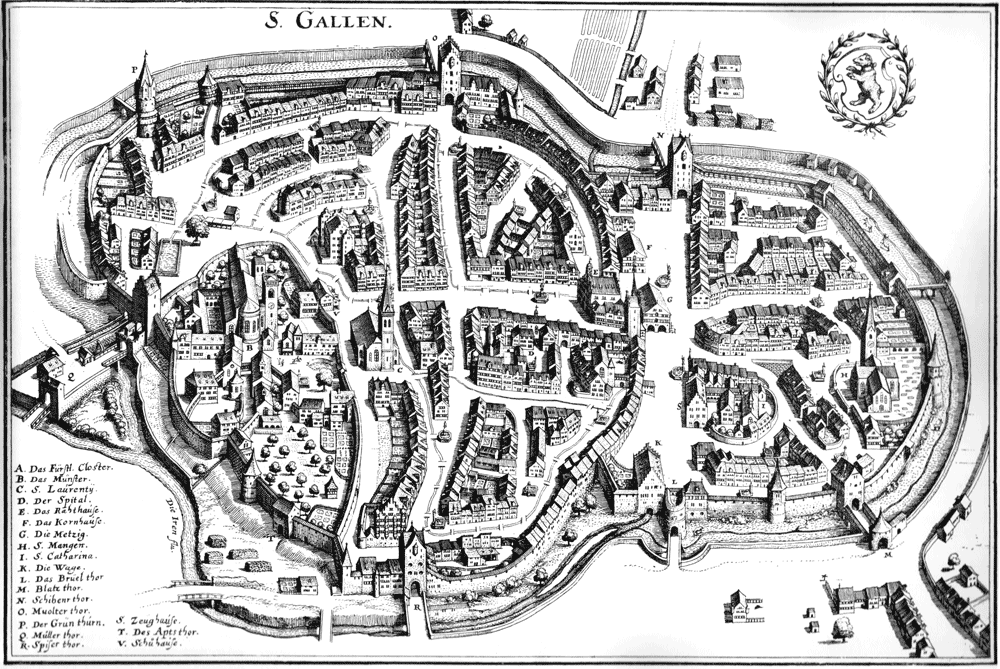
Sankt Gallen in 1642

In 1463 had Ulrich Rösch het bestuur over de abdij van Sankt Gallen overgenomen. Hij was een ambitieuze abt en zijn doel was om de abdij bij elke mogelijke gelegenheid in aanzien weer te doen stijgen na de geleden verliezen in de Appenzelleroorlogen.
Zijn rusteloze ambities schaadde de politieke en materiële belangen van zijn buren. Hij wist met hulp van de paus en de keizer voor een plan om de abdij naar Rorschach bij de Bodensee te verplaatsen. De burgers van de stad Sankt Gallen, lokale geestelijken en de adel uit Appenzell in de Rijnvallei die bang waren hun bezittingen te verliezen, boden hevig verzet.
Op dit moment begon Varnbüler zich in het conflict tegen de abt te mengen. Hij wilde de invloed van de abdij verminderen en de invloed van de stad en haar burgers vergroten die door de ontwikkelingen afgenomen waren. Voor dit doel legde hij contact met lokale boeren van bestuurders van Appenzell, geleid door de fanatieke Hermann Schwendiner, die een mogelijkheid zochten om de positie van de abt te verzwakken.
In het begin protesteerde hij tegen de abt en samen met vertegenwoordigers van de  vier betalende kantons van het Eedgenootschap, namelijk Zurich, Luzern, Schwyz, en Glarus, tegen de nieuw abdij in Rorschach. Op 28 juli 1489 leidde hij de gewapende troepen van Sankt Gallen en Appenzell om de gebouwen die in de steigers stonden te vernietigen
De abt klaagde bij het Eedgenootschap over de schade die was aangericht en hij eiste volledige compensatie. Ulrich reageerde hierop met een tegeneis en in samenwerking met Schwendiner wees hij het pan vanwege de twijfelachtige gevolgen van de leden van het Eedgenootschap die geen partij in het conflict waren af. Hij motiveerde de geestelijken uit Wil om naar Rorschach te gaan om hun band met de abdij te doorbreken. Ulrich oreerde tegen de komst van de abdij op een bijeenkomst van de dorpelingen van Waldkirch waar een populair samenwerkingsverbond ontstond. Hij vertrouwde erop dat de vier betalende kantons zijn plan niet met vijandige troepen te interveniëren om de spanningen tussen Ulrich en de leden van de Zwabische Bond niet verder op te laten lopen. Hij kreeg vertrouwen in zijn oplossing toen de bevolking van Sankt Gallen hem in 1490 tot de hoogste magistraat van de stad te verkiezen.

### De invasie van Sankt Gallen
De situatie verliep anders dan verwacht, omdat Ulrich Varnbüler zich verrekend had. In het voorjaar van 1490 besloten de vier kantons om aan hun verplichtingen aan de abdij na moesten komen en het kanton Sankt Gallen met gewapende troepen aan te vallen. De burgers van Appenzell en lokale geestelijken gaven zich zonder enige tegenstand over aan dit leger. De burgers van de stad Sankt Gallen hadden besloten om tot het bittere einde te blijven vechten. Op het moment dat de burgers door hadden dat hun medestrijders gestopt waren met vechten verloren ze het vertrouwen in een goede afloop. Het gevolg was dat ze akkoord gingen met de vestiging van de monniken, waardoor de rechten van de stad verminderde en de stad met boetes en herstelbetalingen opzadelden.
Ulrich was  overweldigd door de verantwoordelijkheid die zijn politieke beslissingen hadden en hij raakte in paniek toen hij de aanstormende vijandige troepen zag naderen die hem wilden arresteren. Zijn leven was in gevaar en hij was gedwongen om zich als een bode te verkleden en zo de stad te ontvluchten. Het lukte hem om de stad Lindau te bereiken waar hij de weg naar het hof van keizer Maximiliaan I in Innsbruck vond. De aanvallers confisqueerden alle bezittingen van Ulrich die buiten de stad Sankt Gallen lagen en Ulrich werd uit het parlement van het Eedgenootschap verbannen. Ulrich diende, samen met Schwendiner die met hem mee was gevlucht, een klacht in bij het keizerlijke hof om zo zijn bezittingen terug te krijgen.
De zaak werd gesteund door Frederik II en Maximiliaan en het proces dreigde jaren te gaan duren. Hans en Ulrich, de zonen van Ulrich, zetten zijn zaak na de dood van hun vader in 1496 voort en uiteindelijk kregen de  Varnbülers hun bezittingen terug. De rechtszaak had verregaande politieke consequenties omdat het Eedgenootschap het bestuur over de stad Sankt Gallen verworven had en de keizerlijke uitspraak niet erkende.  Door het conflict verslechterde de relatie tussen het Eedgenootschap en de stad Sankt Gallen. Het gevolg hiervan was dat de banden tussen Zwitserland en het Heilige Roomse Rijk werden verbroken, wat uiteindelijk leidde tot de Zwabische Oorlog waardoor de twee gebieden uiteenvielen.
Ondanks het slechte einde van de carrière van Ulrich Varnbüler heeft Albrecht Dürer een beroemde houtsnede van hem gemaakt dat onderdeel van de collectie van het Amerikaanse Smithsonian Institution.
De oudste zoon van Ulrich Hans werd burgemeester van Lindau. Hij is de schutspatroon van de Varnbülers in Baden en Wortenberg.

### Reformatie
In 1526 ontstond met het aantreden van burgemeester en humanist Joachim Vadian de Reformatie in de stad Sankt Gallen. De stad ging over in het protestantisme, terwijl de abdij katholiek bleef. Terwijl iconoclasten de monniken dwongen om de stad te ontvluchten en beelden uit de stadskerken te verwijderen, bleef de ommuurde abdij intact. De abdij bleef tot 1803 een katholieke kerk in een protestante stad.

### Helvetische Republiek en Meditaitonsakte
In 1798 viel Napoleon het gebied van de Oude Eedgenootschap waarmee een einde kwam aan het vroegmoderne Zwitserland. In de Helvetische Republiek verloren de stad en de abdij hun macht en werden ze verenigd met Appenzell tot het kanton Säntis. De Helvetische republiek was in Zwitserland niet populair en in 1803 werd de republiek omvergeworpen. Volgens de Mediationsakte werd de voormalige rijksstad de hoofdstad van het protestantse kanton Sankt Gallen